# 匝瑳末守
匝瑳 末守（そうさ の すえもり）は、平安時代初期の豪族。姓は連のち宿禰。鎮守将軍・物部匝瑳熊猪の子か。官位は外従五位下・安房守。

## 経歴
仁明朝初頭の承和2年（835年）物部匝瑳熊猪が連姓から宿禰姓に改姓しており、末守も同時に改姓したか。その後、承和4年（837年）までに物部匝瑳宿禰姓から匝瑳宿禰姓に改姓したらしく、同年以降の『続日本後紀』において末守は全て匝瑳宿禰姓となっている。
承和4年（837年）鎮守将軍の官職にあったが、前年の春より百姓が妖言を発して騒擾が止まず、奥地の民衆が住居を捨てて逃亡しており、特に栗原・賀美両郡の百姓に逃出する者が多いことをあげ、陸奥出羽按察使・坂上浄野に政情不安を報告する。これを受けて、坂上浄野は異変に備えるために援兵1000人の動員を朝廷に対して上奏し、許されている。
その後も、陸奥守・良岑木蓮と共に、奥地の民を鎮めるため承和6年（839年）1000人、承和7年（840年）2000人の援兵を徴発している。なお、承和7年（840年）の記事では末守の官職は前鎮守将軍とあることから、この頃迄に鎮守将軍を辞したものと推測される。その後、承和10年（843年）安房守に任ぜられている。

## 官歴
『続日本後紀』による。
- 承和2年（835年） 3月16日：連姓から宿禰姓に改姓
- 時期不詳：物部匝瑳宿禰姓から匝瑳宿禰姓に改姓
- 時期不詳：外従五位下
- 承和4年（837年） 4月21日：見鎮守将軍
- 承和7年（840年） 3月26日：見前鎮守将軍
- 承和10年（843年） 2月10日：安房守